# 21262 Kanba
A 21262 Kanba (ideiglenes jelöléssel 1996 HA2) a Naprendszer kisbolygóövében található aszteroida. Robert H. McNaught és Abe Hirosi fedezte fel 1996. április 24-én.
A bolygót Minatsu Kanba-ról (1970–), a Matsue Csillagászati Klub egyik tagjáról nevezték el.

## Kapcsolódó szócikk
- Kisbolygók listája (21001–21500)